# Artatama I
Artatama I (fl. XIV secolo a.C.) è stato un sovrano di Mitanni che regnò durante il XIV secolo a.C..

## Vita
Le notizie su questo sovrano sono estremamente scarse. Sappiamo che inviò una figlia, forse di nome Mutemweye, come sposa del sovrano egizio Thutmose IV, il quale regnò dal 1398 a.C. al 1388 a.C.
L'invio della figlia come sposa dovrebbe segnare la fase di alleanza tra il regno di Mitanni e l'impero egizio. Tale situazione proseguì anche sotto i successori di Artatama (Shuttarna II e Tushratta) che inviarono loro figlie come spose di Amenhotep III.